# Helen Sebidi
Mmakgabo Mmapula Mmangankato Helen Sebidi est une artiste sud-africaine, née le 5 mars 1943 à Marapyane (Skilpadfontein) près de Pretoria, qui vit et travaille à Johannesbourg. Les œuvres de Sebidi sont représentées dans des collections privées et publiques, notamment au National Museum of Women in the Arts, à Washington. Son travail a été reconnu au niveau international et local.
Son travail représente un mode de peinture et de sculpture moderniste africain, dans lequel elle dépeint son expérience de l'enfance et de la vie dans la campagne sud-africaine, et plus tard ses expériences en tant qu'artiste noire, vivant et travaillant sous le régime de l'apartheid. Elle est souvent associée aux écoles réalistes et quasi-expressionnistes, avec ses peintures vivantes de la vie rurale et urbaine en Afrique du Sud et ses sculptures en argile tout aussi remarquées.

## Biographie
Mmakgabo Mmapula Helen Sebidi est née à Marapyane, près de Prétoria, en Afrique du Sud, en 1943. C'est auprès de sa grand-mère qu'elle apprend l'art de la peinture murale, du tricot et de la couture, de la broderie et du perlage, ainsi que de la décoration par pyrogravure des calebasses. Le nom de Sebidi, "Mmakgabo", qui signifie "gardienne de la flamme", fait référence à cette grand-mère.
Helen Sebidi est née d'une mère ouvrière, employée de maison dans la ville de Johannesbourg. Comme c'est généralement le cas pour les enfants nés de travailleurs travaillant comme employée de maison dans une cité urbaine, Helen est élevée à la campagne par sa grand-mère, qui lui enseigne la peinture murale et la décoration de calebasses et lui raconte également des contes et récits imaginaires.
Adolescente, Helen Sebidi devient à son tour employée de maison et se trouve éloignée de sa mère et de son mari. Sebidi coud et tricote et décide de poursuivre ses activités artistiques pendant son temps libre, encouragée par la femme de son employeur, qui la pousse également à suivre une formation formelle. Sebidi échange des techniques artistiques avec son employeur qui, à son tour, lui montre l'utilisation de moyens d’expressi	on artistique tels que le batik, le tie-dye et la peinture à l'huile	.
Helen Sebidi prend des cours à la Dorkay House (en) après avoir rencontré par hasard Jonathan Koenakeefe Mohl, artiste et enseignant artistique sud-africain. Il l’encourage à se doter d’un style personnel. Elle étudie le dessin avec lui, passant des plantes aux paysages et à l'architecture locale. Helen Sebidi retourne dans sa ville natale lorsque sa grand-mère tombe malade, au milieu des années 1970. Elle consacre ses créations à ses origines, encouragée par Mohl, jusqu'à la mort de sa grand-mère au début des années 1980. Sa grand-mère la laisse travailler et la fait bénéficier de récits historiques. Elle noue des liens avec des organisations artistiques et des artistes tels que Bill Ainslie et David Koloane.
Sebidi explore  les quelques options de formation artistique qui s'offrent à elle à l'époque. En 1980, elle poursuit ainsi sa formation en passant dix-huit mois au Katlehong Art Centre, dans l'est de Johannesbourg. Elle passe également du temps à la Johannesbourg Art Foundation, un centre multiculturel d'éducation artistique, sous la tutelle de Bill Ainslie. En 1985, elle enseigne au Katlehong Art Centre, près de Germiston. Entre 1986 et 1988, elle travaille pour la Johannesbourg Art Foundation tout en enseignant à l'Alexandra Art Centre. Ses œuvres font partie de l'exposition collective "Bild/konst i södra Afrika (Art/Images en Afrique du Sud)"  qui est présentée à la Maison de la culture de Stockholm du 19 mai au 19 septembre 1989. L’exposition tourne dans les pays nordiques jusqu'en mai 1990.
À la fin des années 1980, peu avant la fin du régime de l'apartheid,ses œuvres deviennent plus abstraites sans pour autant perdre leur contenu figuratif. Miracle en 1987, et Tears of Africa en 1988 sont deux de ses œuvres phares de cette époque, toutes deux réalisées au fusain et représentant des figures contorsionnées, aux traits déformés. Elle reçoit le prix Standard Bank Young Artist Award en 1989. Quelques décennies plus tard, en 2004, le président Thabo Mbeki lui décerne l'Ordre d'Ikhamanga en argent,. En 2011, elle reçoit également le prix Arts and Culture Trust (ACT) Lifetime Achievement Award for Visual Art, puis en 2015, le prix Mbokodo.